# De Engel (Varsseveld)
De molen De Engel is een in 1849 gebouwde windmolen aan de Hiddinkdijk 4, in de Nederlandse provincie Gelderland als opvolger van de in 1724 gebouwde molen. De molen is een ronde bakstenen korenmolen van het type stellingmolen met 1 koppel maalstenen met regulateur, bestaande uit 16der kunststenen met een doorsnede van 140 cm. De molen heeft een graan-, maal-, steen-, lui-, en kapzolder. De stelling is veertienkant.
Het wieksysteem is Oud-Hollands. De 24,20 m lange Derckx-roeden uit 1975 zijn in april 2011 vervangen door deelbare en thermisch verzinkte roeden van de firma Vaags. De buitenroede heeft het nummer 243 en de binnenroede nummer 244. De kap van de molen heeft een Engels kruiwerk, dat met een kruiwiel wordt bediend en is bedekt met eiken schaliën. De lange spruit voor het draaien van de kap ligt achter het bovenwiel. De uit 1875 stammende gietijzeren bovenas is afkomstig van de ijzergieterij de Prins van Oranje. De kap kan vastgezet worden met een kapvang, waardoor deze niet meer kan raggen. Er zijn slechts twee molens in Nederland met een kapvang. De andere molen met een kapvang is de De Vier Winden die in Vragender staat. Een kapvang bestaat uit een ijzeren band om de keerkuip, die vooraan vastzit onderaan de voeghouten en achteraan aan de staart. Door de band met de lier onderaan de staart vast te trekken om de keerkuip wordt de kap geblokkeerd.
De molen is uitgerust met een Vlaamse vang met vangtrommel.
Voor het opluien (ophijsen) en afschieten (laten zakken) van het maalgoed wordt gebruikgemaakt van een sleepluiwerk.

## Overbrengingen
- De overbrengingsverhouding is 1 : 6.
- Het bovenwiel heeft 60 kammen en de bonkelaar 31 kammen. De koningsspil draait hierdoor 1,935 keer sneller dan de bovenas. De steek, de afstand tussen de staven, is 11,5 cm.
- Het spoorwiel heeft 84 kammen en het steenrondsel 27 staven. Het steenrondsel draait hierdoor 3,11 keer sneller dan de koningsspil en 6 keer sneller dan de bovenas. De steek is 10 cm.

## Eigenaren
- 1849 - 1856: H.M. Arendsen Sr.
- 1856 - 1873: H.M. Arendsen Jr.
- 1873 - 1910: Th.J. Arendsen en cons.
- 1910 - 1915: J.P.A. van Erkel
- 1915 - 1920: W. Haverkamp
- 1920 - 1930: K. Beeftink
- 1930 - 1937: H.J. Hilferink
- 1937 - 1967: G.A. Colenbrander
- 1967 - 2005: Gemeente Wisch
- 2005 tot op heden: Gemeente Oude IJsselstreek

## Fotogalerij

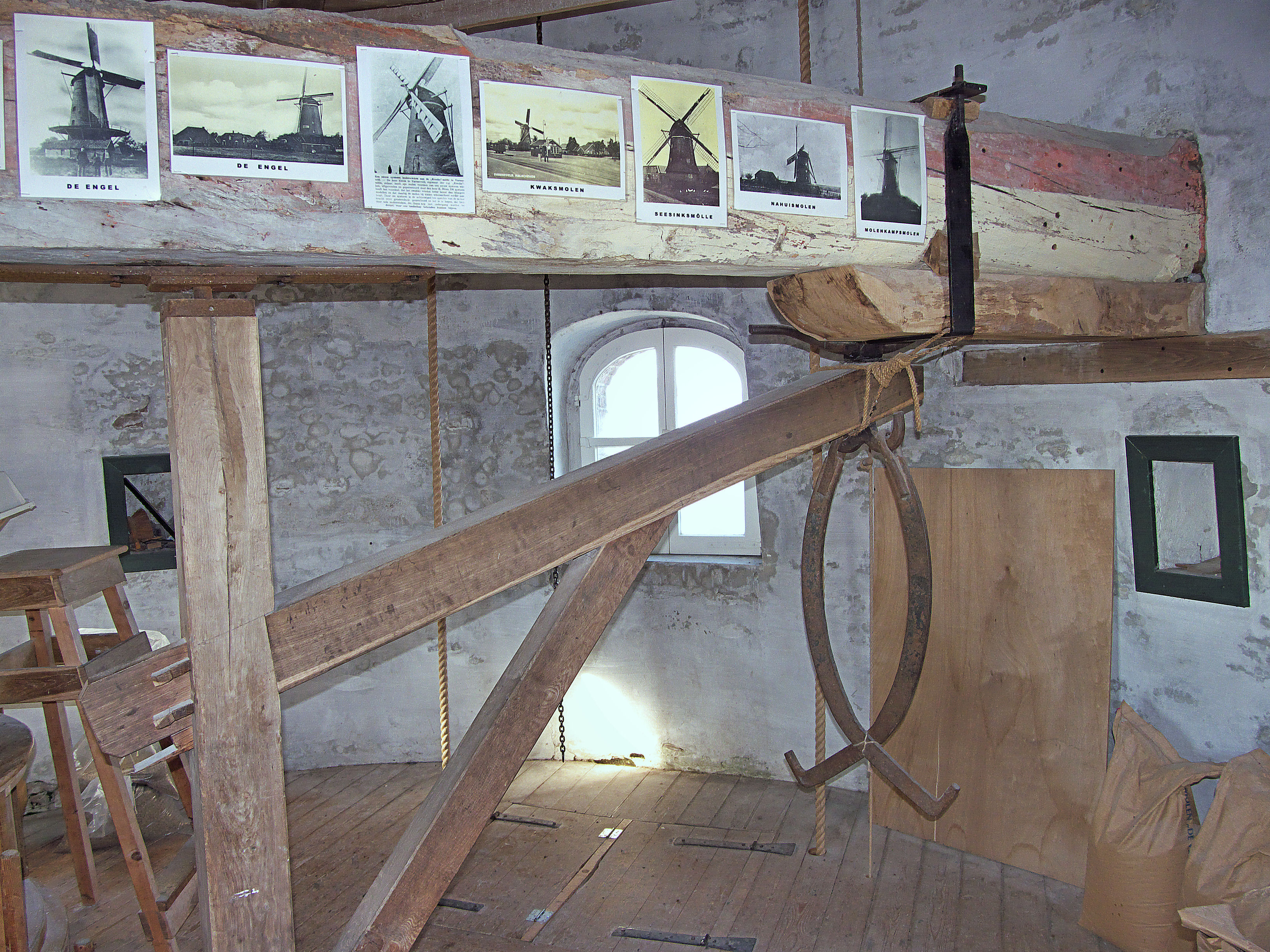
Oude foto's en steenkraan
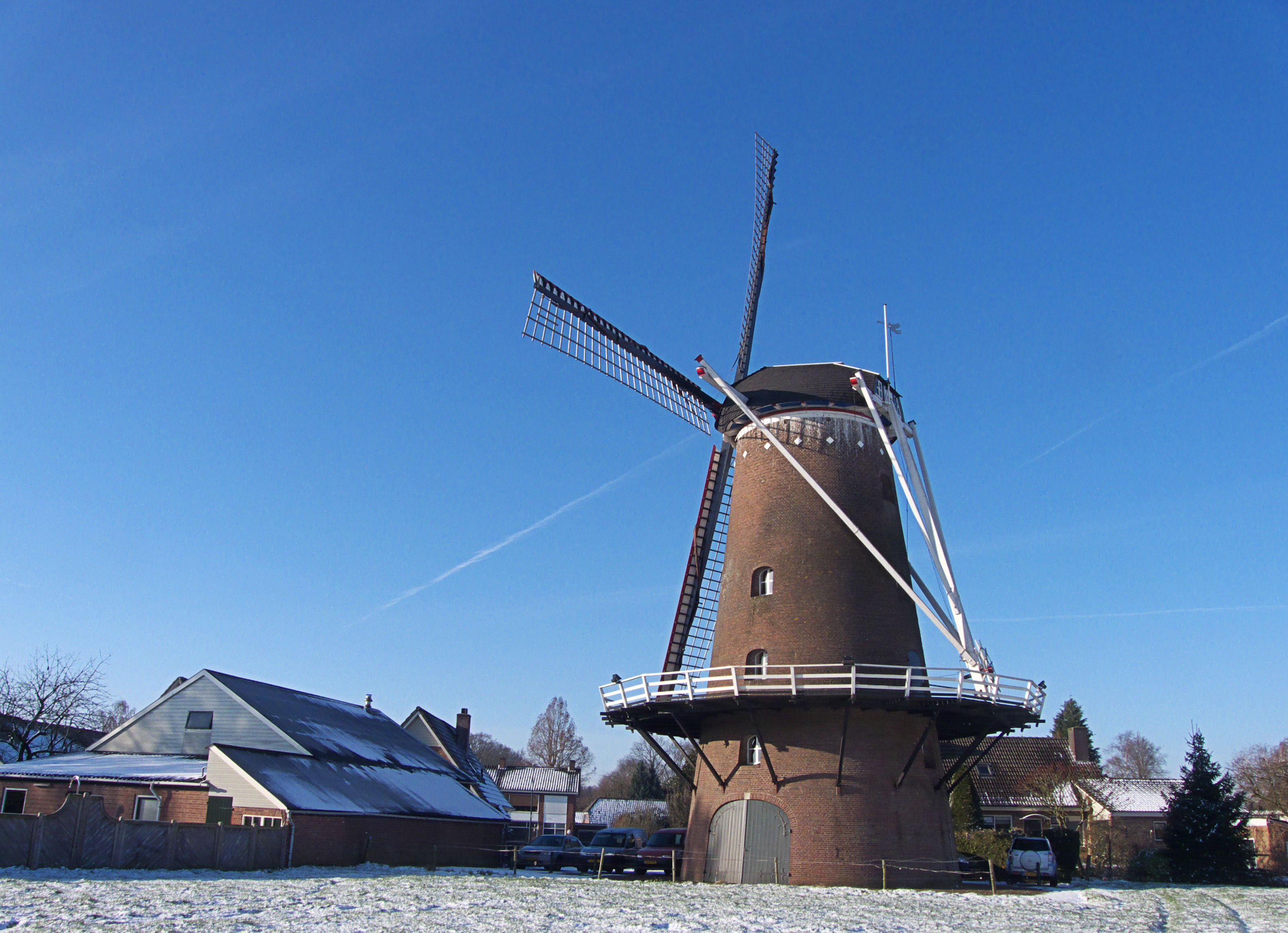
December 2012
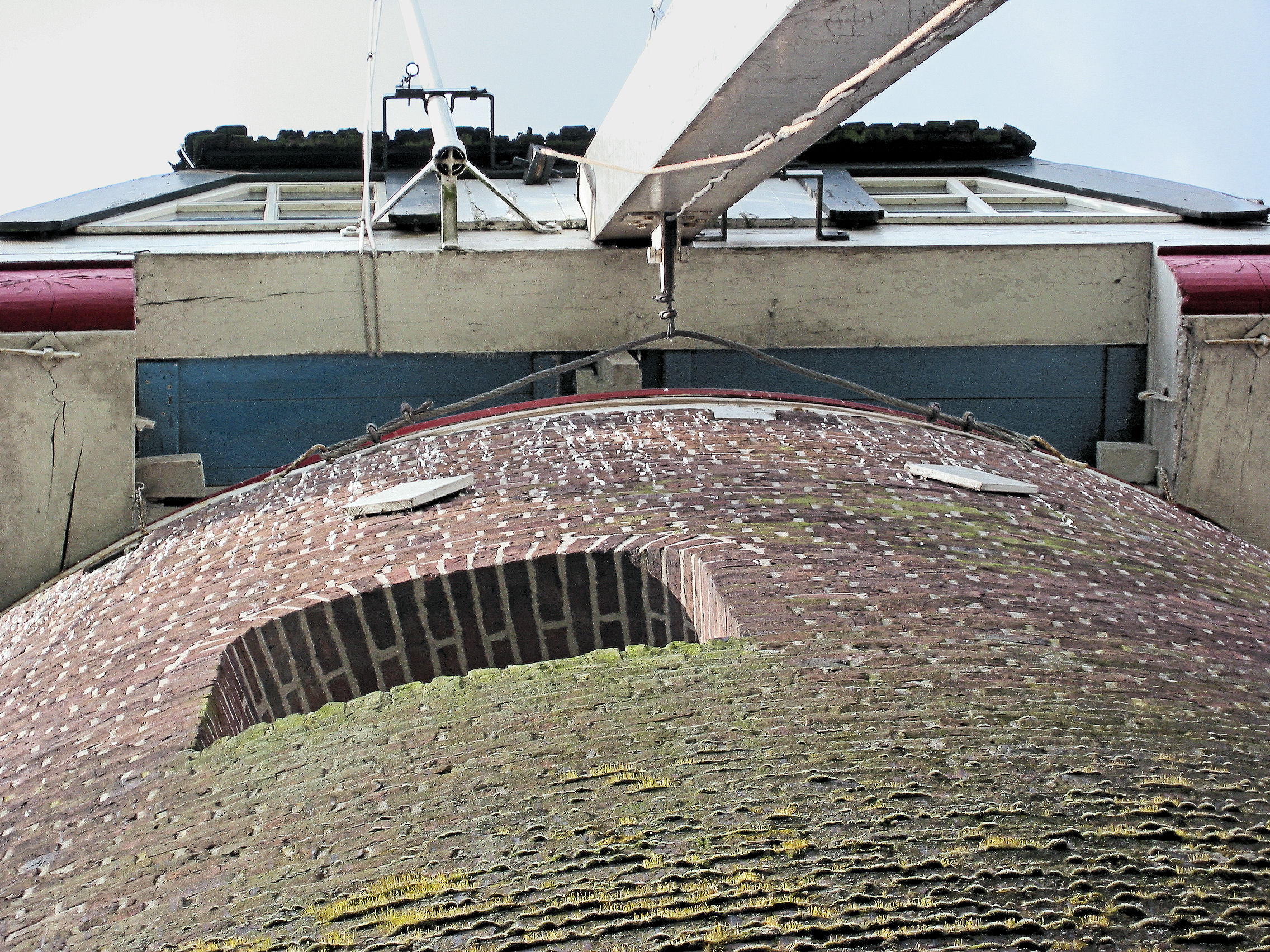
Kapvang
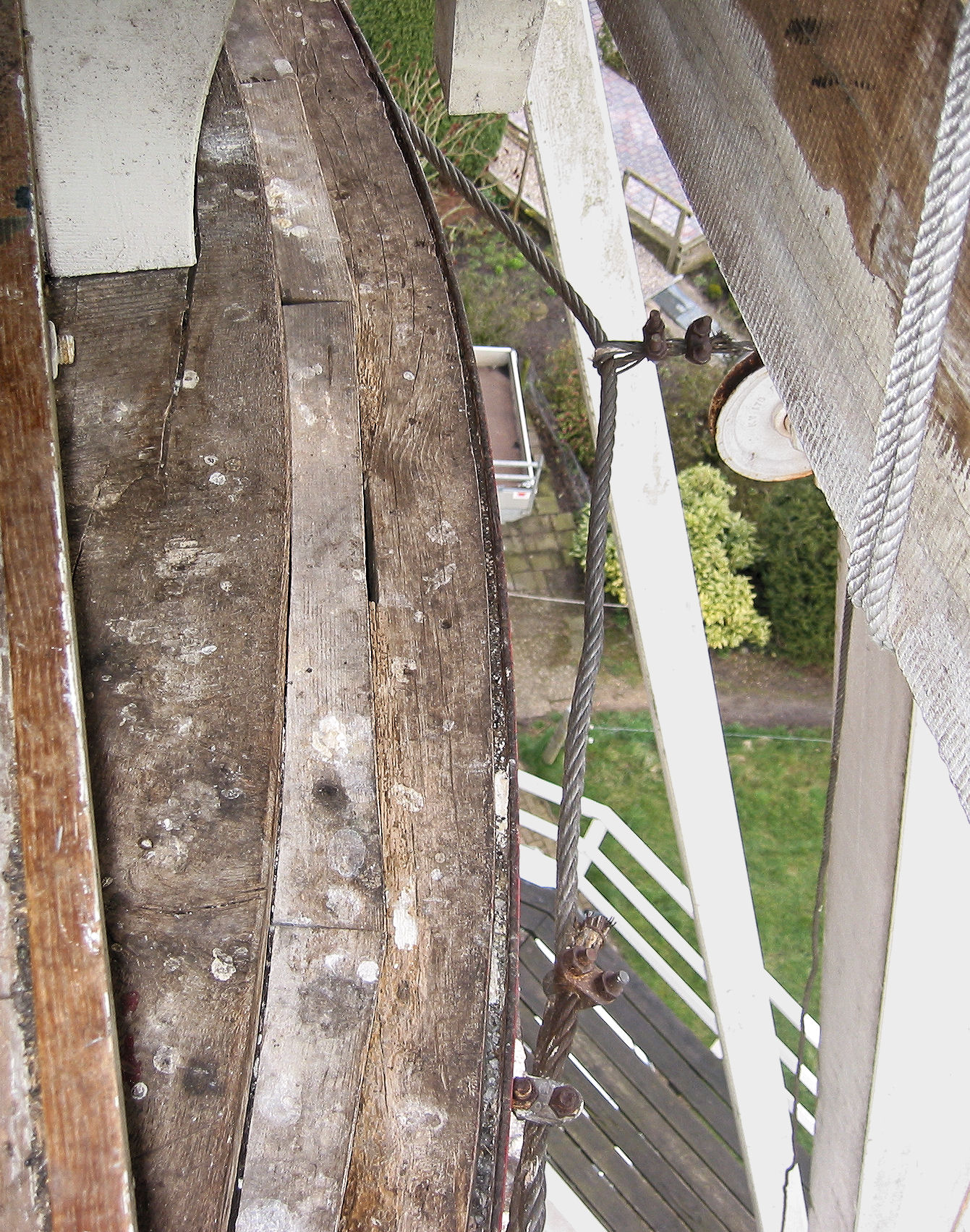
Kapvang bij de keerkuip
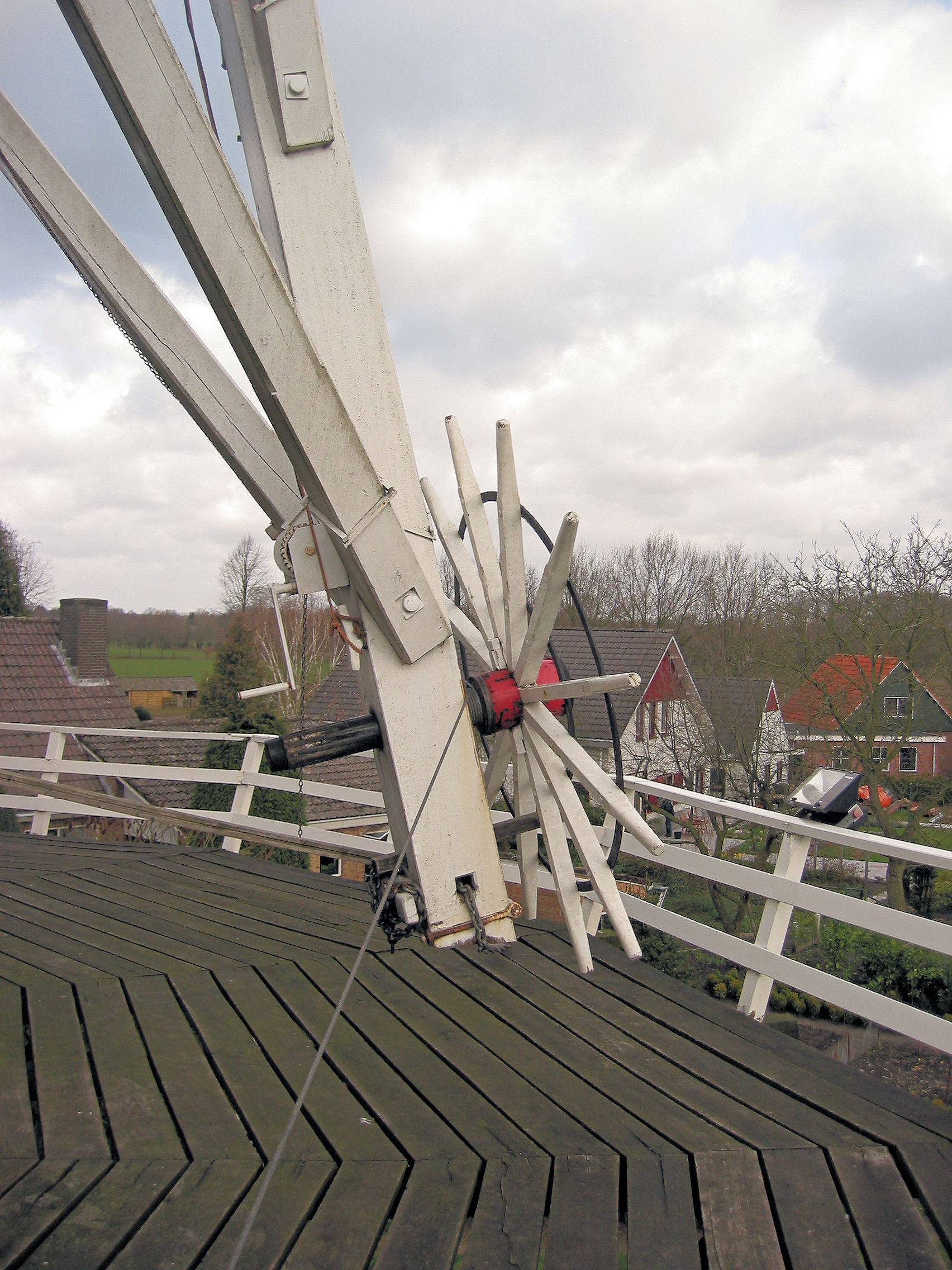
Staart met kruiwiel en lier voor de kapvang
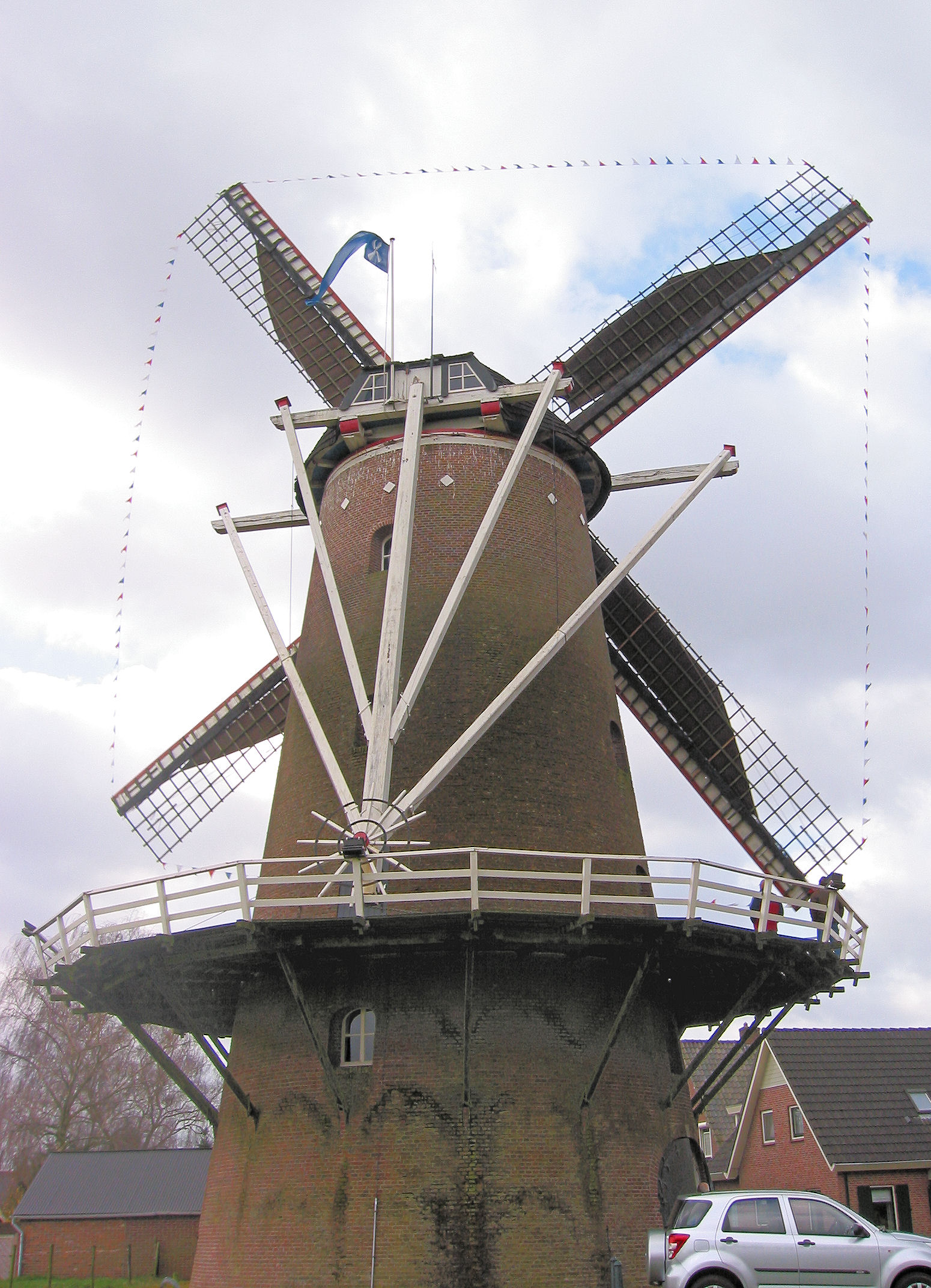
Staart
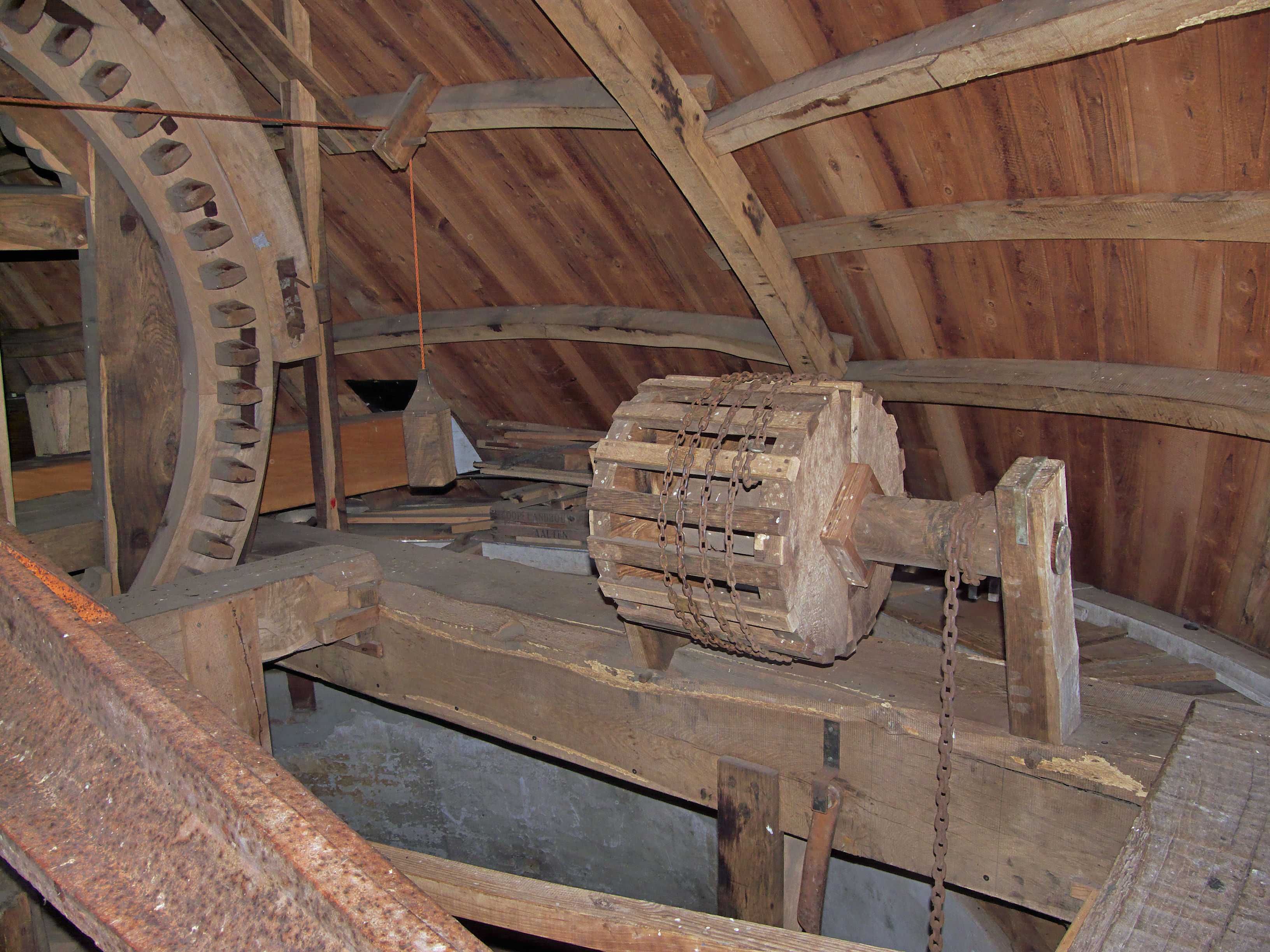
Trommelvang
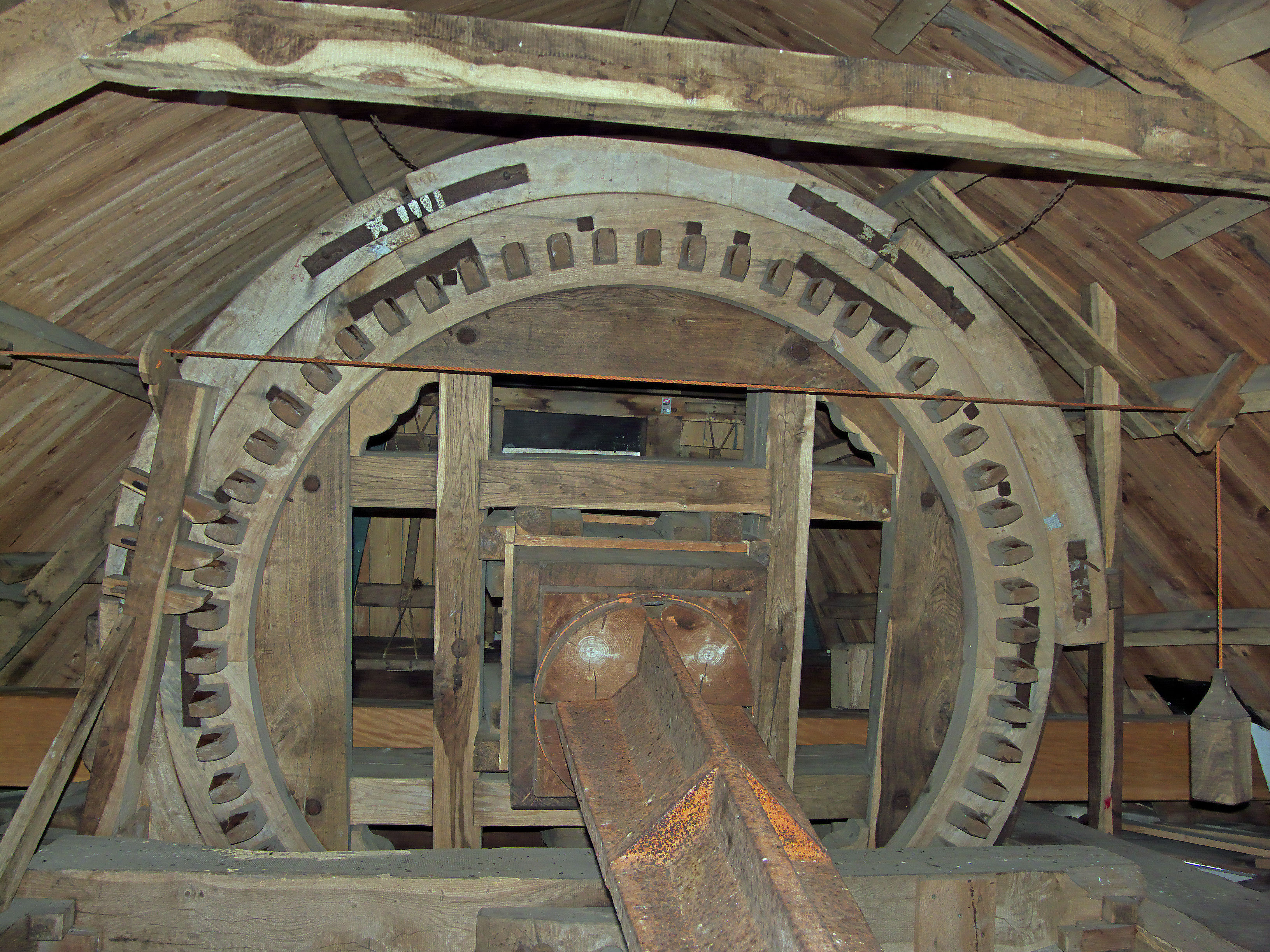
Bovenwiel
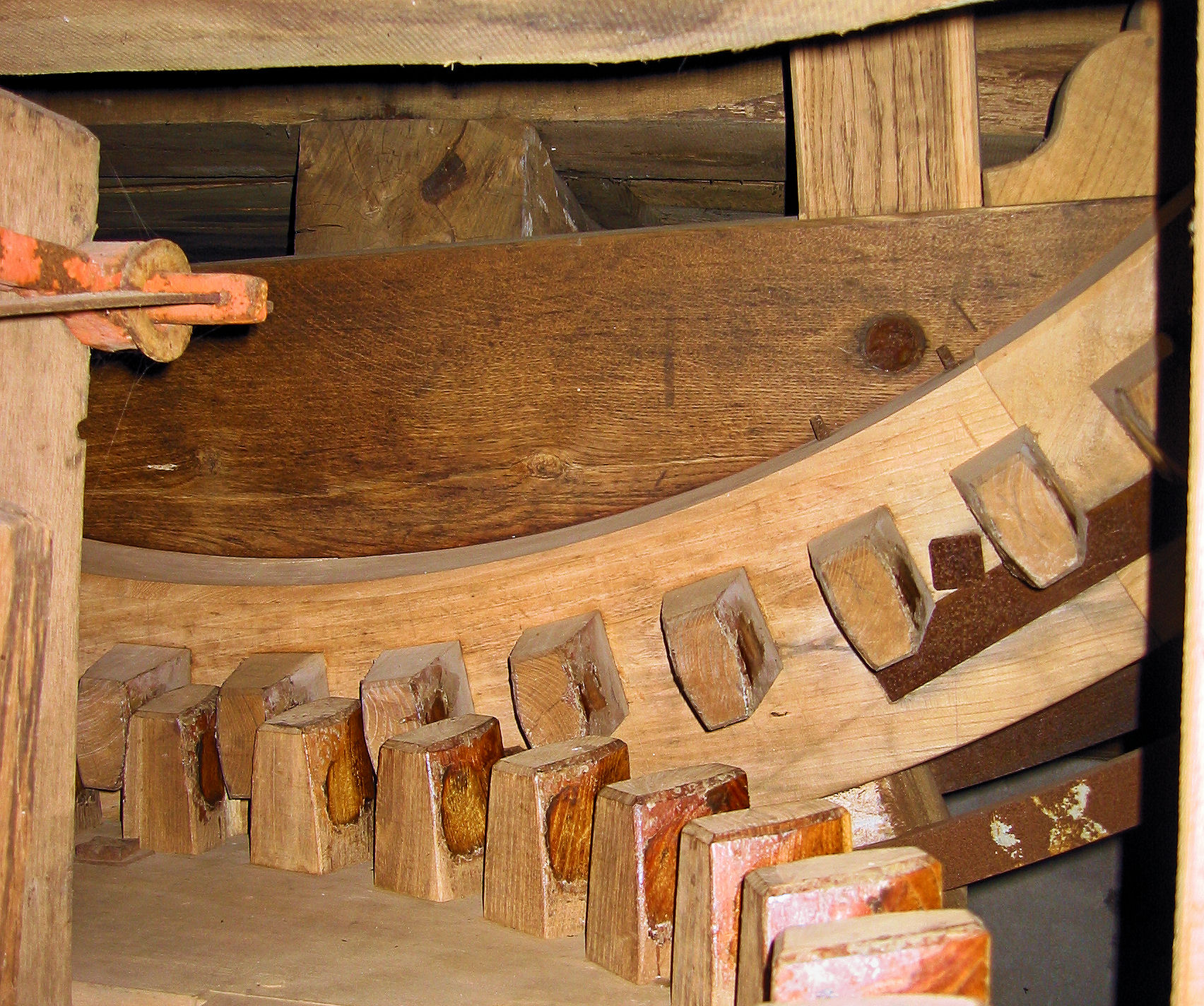
Bonkelaar met bovenwiel
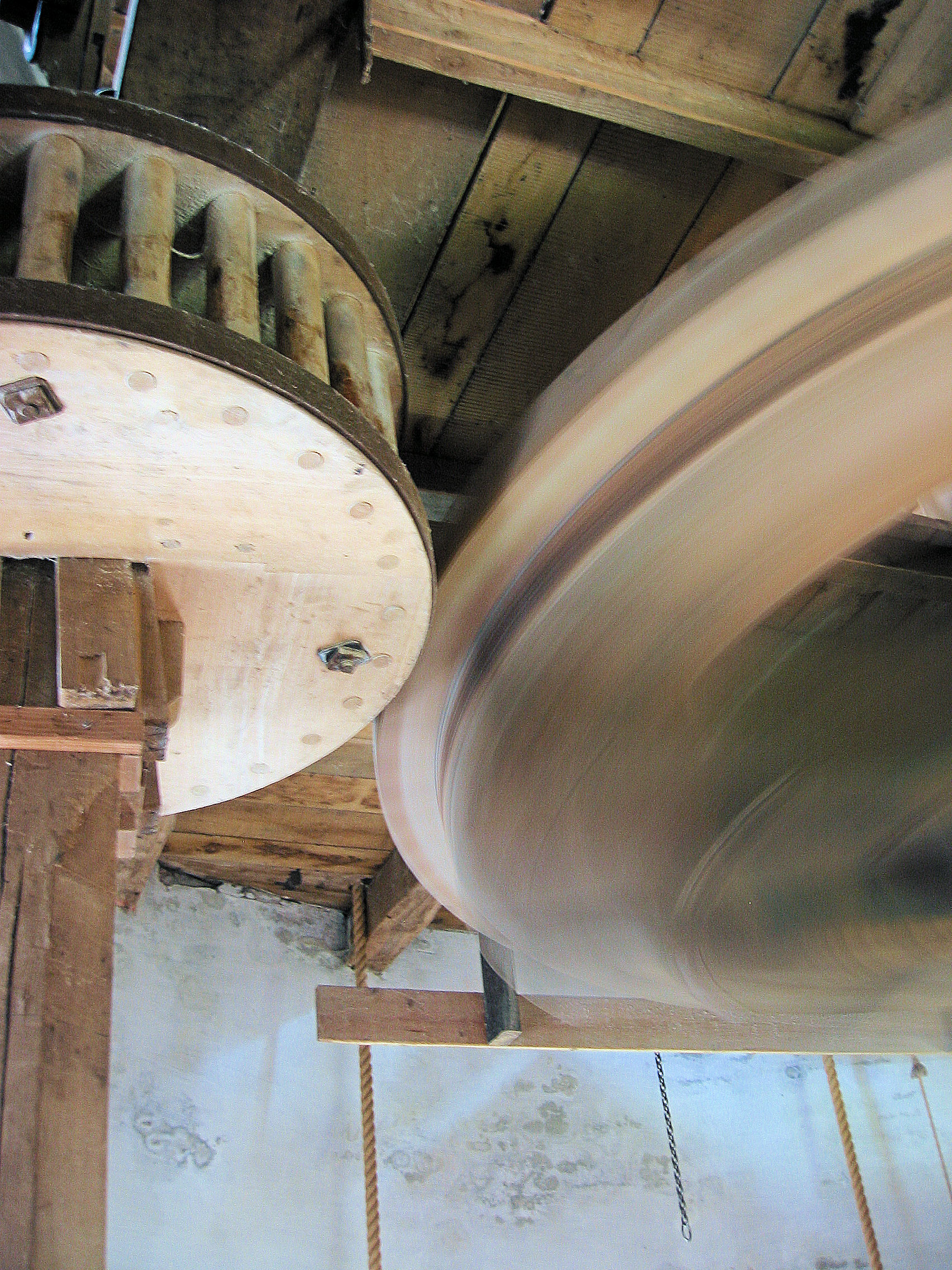
Draaiende steenspil met spoorwiel
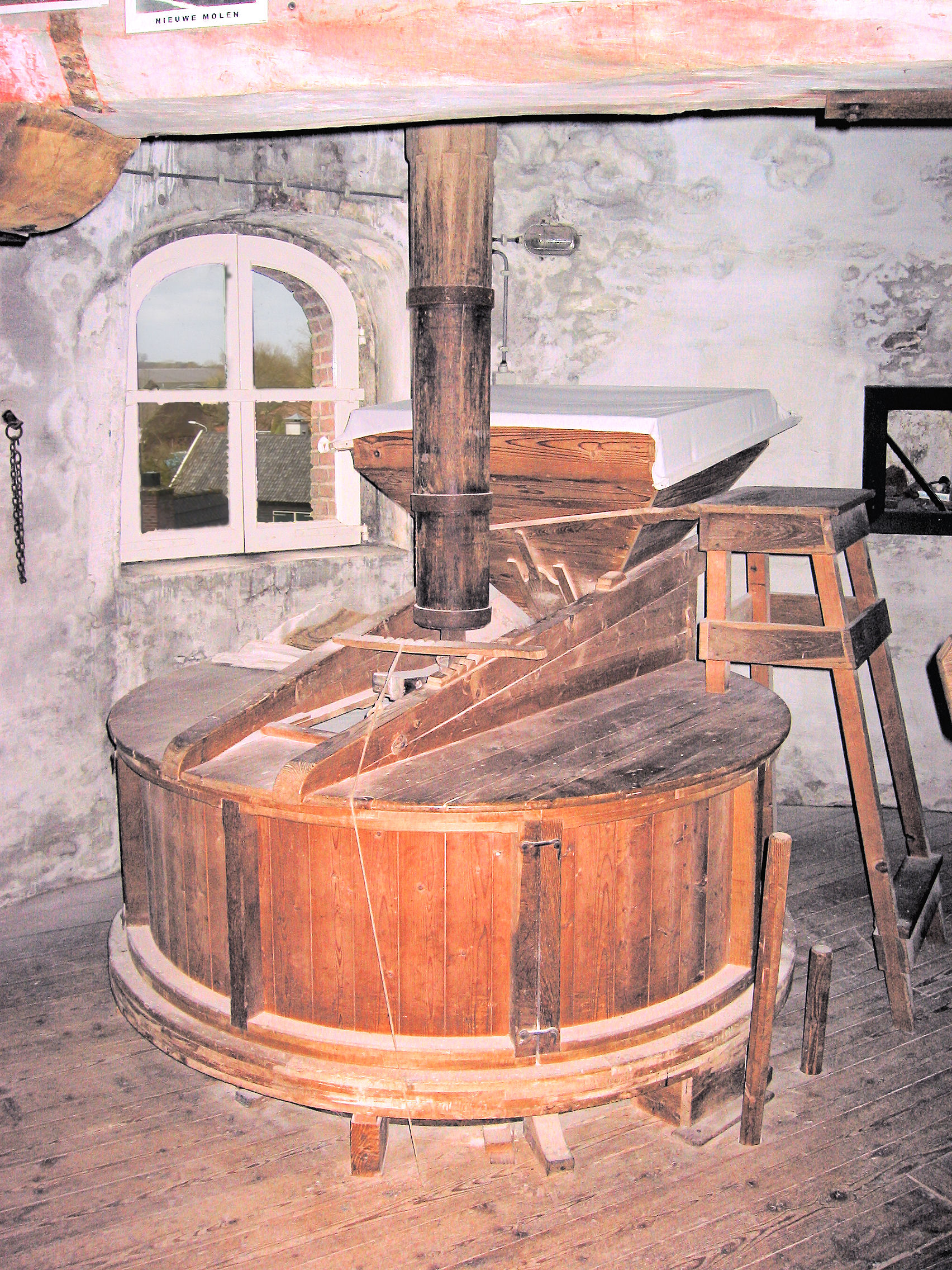
Maalkoppel
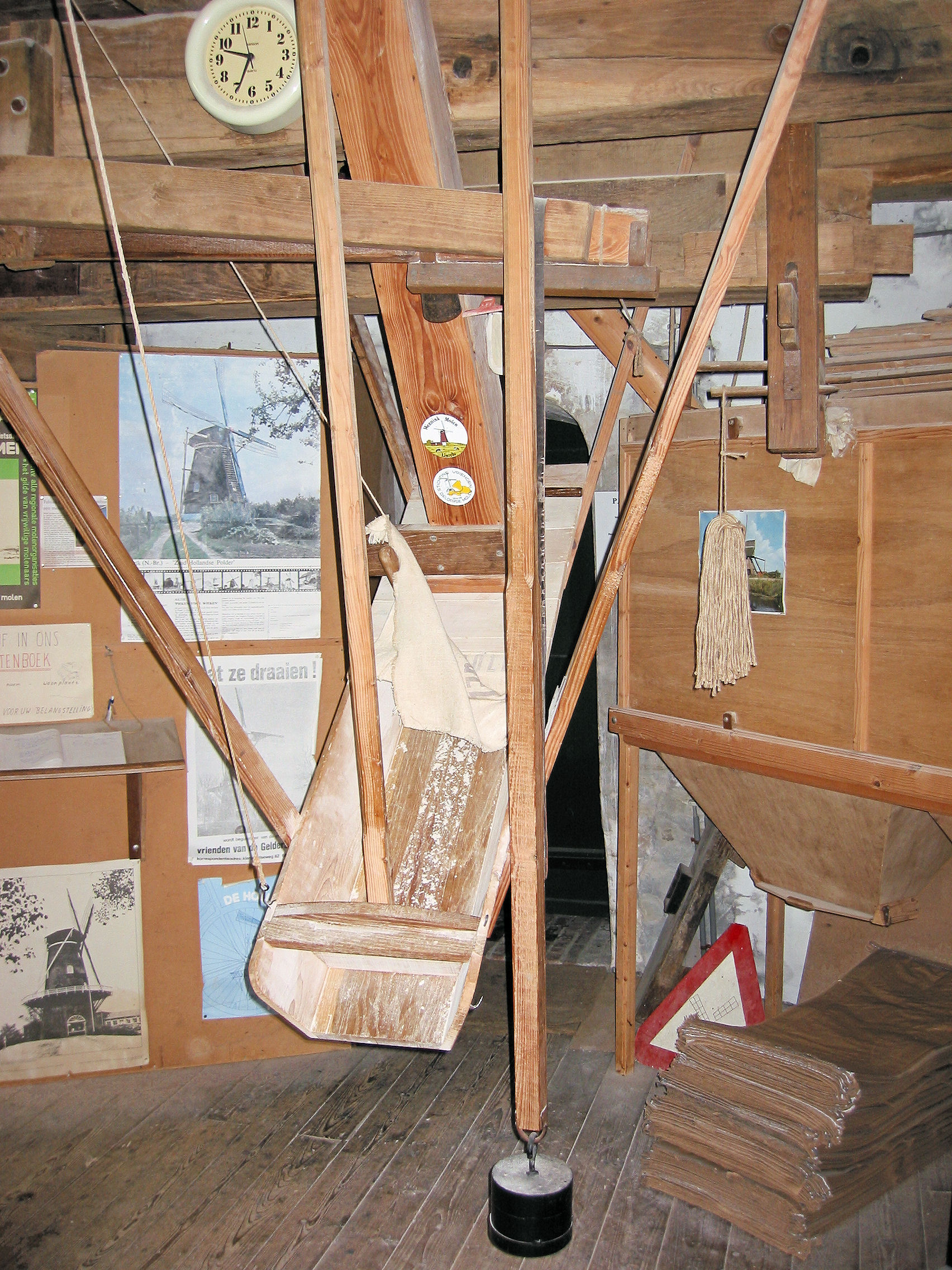
Maalzolder
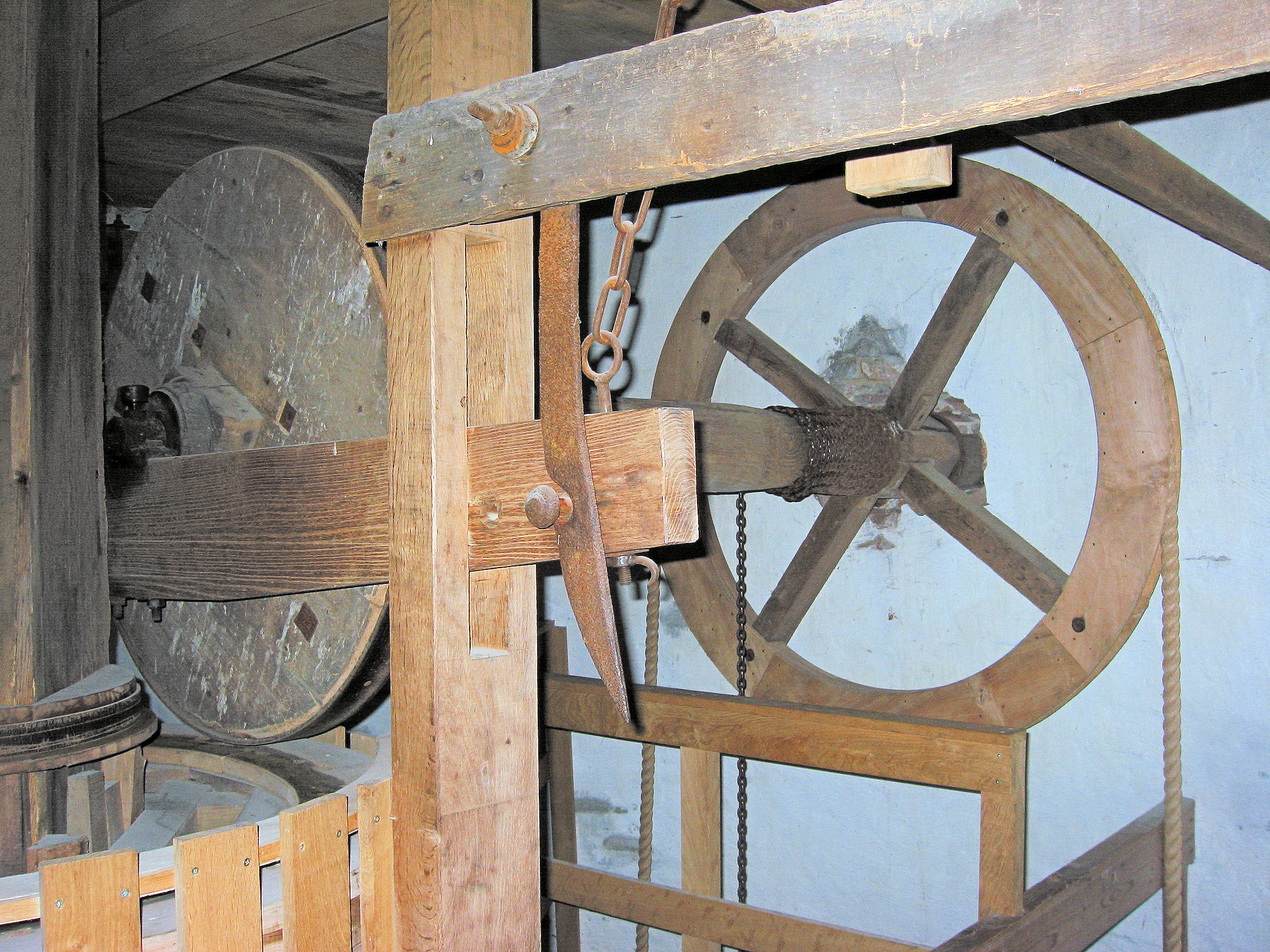
Luiwerk
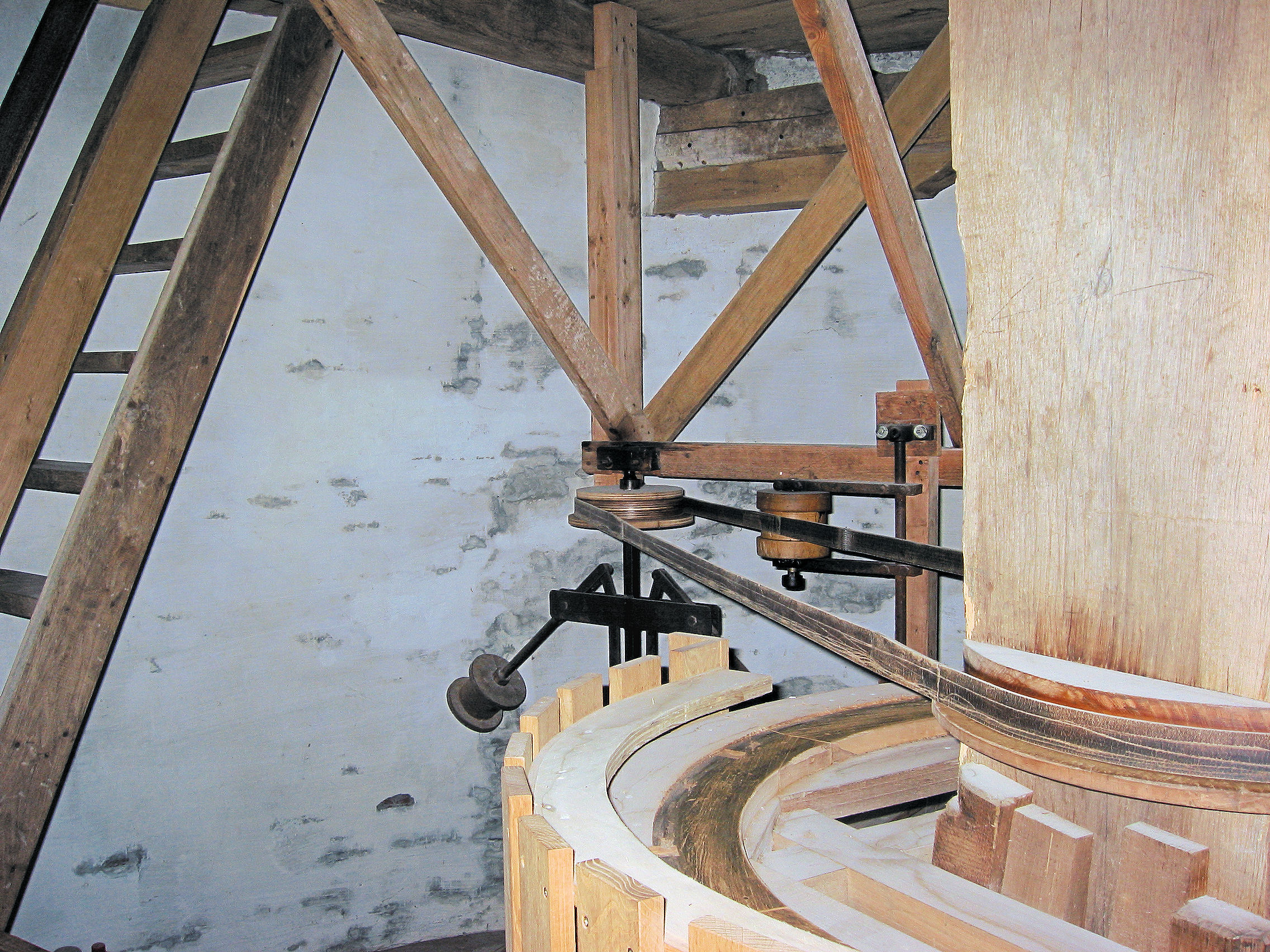
Luitafel en regulateur voor maalstoel
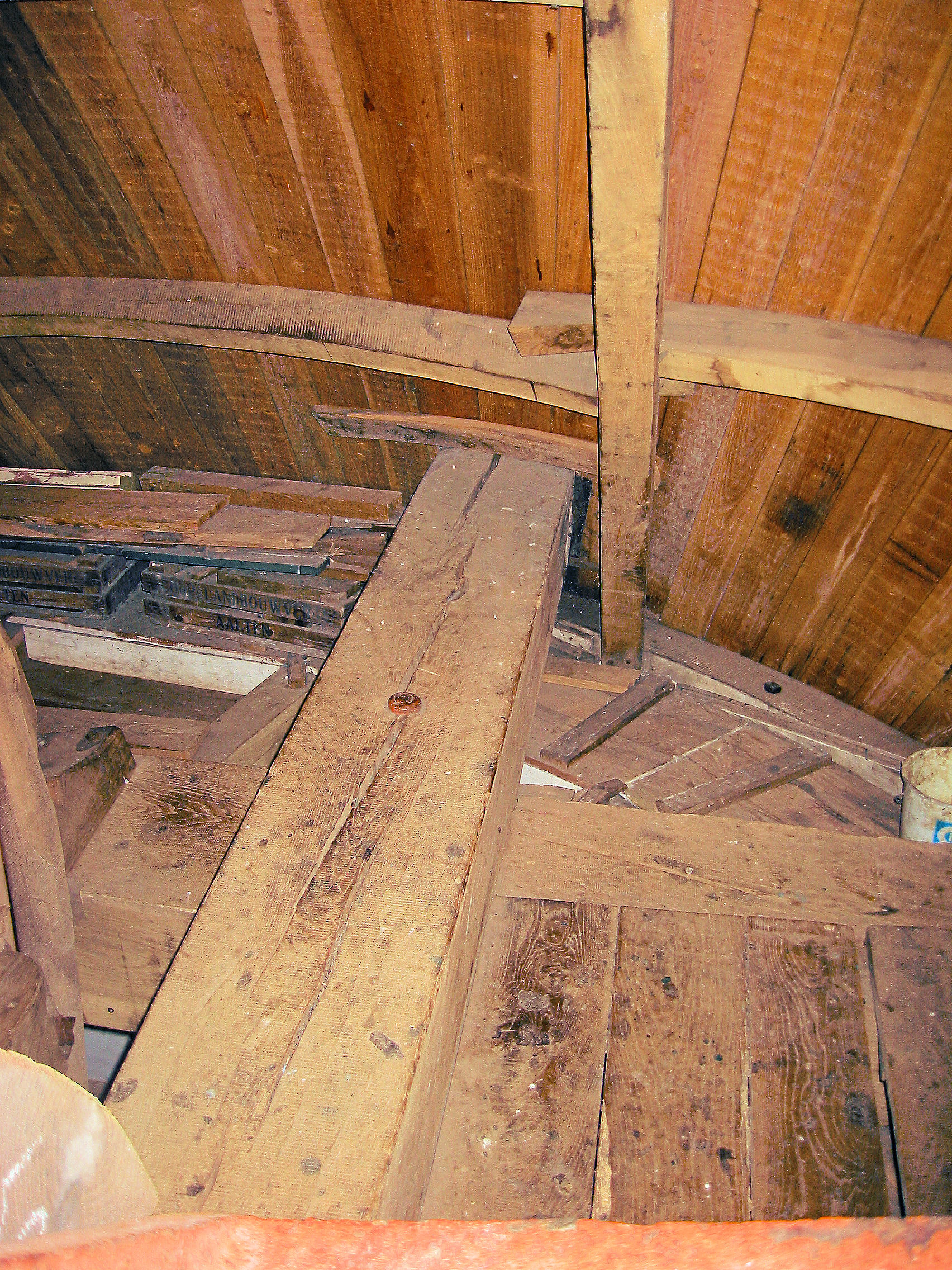
Lange spruit achter bovenwiel